# Енергетика Казахстану
Енергетика Казахстану — виробництво, споживання та імпорт енергії та електроенергії в Казахстані.

## Огляд
Казахстан є чистим експортером енергії. Казахстан має запаси нафти, газу, вугілля та урану. Казахстан є провідним виробником енергії в Співдружності Незалежних Держав (СНД). Це великий виробник нафти, газу та вугілля, а також найбільший виробник та експортер уранової руди у світі. Нафтогазова галузь Казахстану почала інтенсивно розвиватися після 1999 р.
| Рік | Населення (млн) | Первинна енергія (ТВт·год) | Виробництво (ТВт·год) | Експорт (ТВт·год) | Електрика (ТВт·год) | Емісія CO2 (Mt) |
| --- | --------------- | -------------------------- | --------------------- | ----------------- | ------------------- | --------------- |
| 2004 | 15,0            | 638                        | 1379                  | 742               | 54,4                | 162,2           |
| 2007 | 15,5            | 773                        | 1582                  | 811               | 68,9                | 190,5           |
| 2008 | 15,7            | 825                        | 1723                  | 899               | 73,5                | 201,6           |
| 2009 | 15,9            | 766                        | 1696                  | 931               | 71,6                | 189,5           |
| 2012 | 16,6            | 908                        | 1863                  | 972               | 81,0                | 234,2           |
| 2012R | 16,79           | 871                        | 1915                  | 1023              | 85,4                | 225,8           |
| 2013 | 17,04           | 948                        | 1966                  | 994               | 83,4                | 244,9           |
| Зміна 2004—2009 | 6,0 %           | 20,1 %                     | 22,9 %                | 25,6 %            | 31,7 %              | 16,9 %          |
| Mtoe = 11,63 ТВт·год, Прим. енергія включає втрати енергії. 2012R = Критерії розрахунку CO2 змінено, цифри оновлені |                 |                            |                       |                   |                     |                 |

За даними МЕА, первинне енергопостачання зросло на 29 %, а експорт енергії на 21 % з 2004 по 2008 рік у Казахстані.

## Енергія за джерелами
Казахстан почав шукати шляхи використання відновлюваних джерел енергії. Наприкінці січня 2015 року було прийнято план дій щодо розвитку відновлюваної енергетики на період 2013—2020 рр.
20 липня 2015 р. Міністр інвестицій та розвитку Казахстану заявив, що країна створить спеціальний фонд, що займатиметься фінансуванням програм енергоощадження.
У першій половині 2016 року Казахстан суттєво збільшив встановлену потужність об'єктів відновлюваної енергетики, яка становила 251,55 МВт. Це в 1,4 раза більше, ніж за той самий період 2015 року.

### Нафта
Завдяки 172 нафтовим родовищам Казахстан володіє 3 % світових запасів нафти, ввівши його в топ-15 країн світу за запасами нафти. Основні запаси знаходяться на п'яти найбільших прибережних нафтових родовищах Тенгізу — найбільшого нафтовидобувного родовища з 565 000 барелів на день сирої сировини у 2011 році — Карачаганак, Актобе, Мангістау та Узень, які знаходяться в західній частині країни. Вони містять половину поточних доведених запасів. За оцінками, морські родовища Кашаган і Курманагази в Каспійському морі містять не менше 14 мільйонів барелів. З 9—11 мільярдами барелів Кашаган є найбільшим нафтовим родовищем за межами Близького Сходу. За оцінками, ця потужність надійде у 2016 році та досягне 1,5 мільйона барелів на день на піку. Казахстан є основним виробником нафти із загальним обсягом видобутку 1,64 мільйона барелів на день у 2013 році. Країна споживає близько 13 % пропозиції всередині країни, а решту експортує на основні ринки нафти. Щоб продовжувати розширювати видобуток рідин вище нинішніх рівнів, країні потрібно розвивати родовища Тенгіз, Карачаганак та Кашаган, а також додати експортні потужності.
Національна нафтогазова компанія KazMunayGas (KMG) була створена у 2002 році для представлення інтересів держави у нафтогазовій галузі. Розвиток видобутку нафти став можливим значною мірою завдяки значним іноземним інвестиціям, насамперед із Нідерландів та США на початку 2000-х. У 2010 році уряд Казахстану взяло на себе відповідальність KMG регулювати цей сектор, щоб забезпечити вищий рівень участі компанії в комерційному секторі. Зараз уряд залишає за собою мажоритарний пакет акцій KMG у всіх нових проєктах та спільних підприємствах. Зараз KMG контролює 20 % загальних запасів нафти і газу, що підтверджуються Казахстаном, і виробляє 27 % загального обсягу нафти і газового конденсату і 14 % газу.
Казахстан має три великі нафтопереробні заводи — Атирау, Шимкент та Павлодар. Їх комбінована потужність переробки нафти становить близько 350 000 барелів на день, приблизно рівномірно розподілившись серед трьох. Через застарілу інфраструктуру вони здебільшого працюють лише на 60 % своїх потужностей. Уряд вклав значні інвестиції в модернізацію цих блоків, яка повинна бути завершена приблизно у 2016 році.
У середині 2016 року група нафтових компаній на чолі з Шевроном оголосила інвестиційну угоду на 36,8 млрд доларів для розробки казахстанського нафтового родовища Тенгіз. На думку експертів, ця інвестиція може дозволити Казахстану стати топ-10 виробників нафти.
Казахстан зменшив видобуток нафти на 4,3 % в рамках домовленостей, досягнутих з ОПЕК+. OPEC +, до якого також входять союзники, що не належать до ОПЕК, включаючи Казахстан та Росію, у квітні домовився про рекордне глобальне скорочення нафти в 9,7 млн барелів на день з 1 травня У листопаді 2020 року уряд Казахстану підтвердив, що країна виконала зобов'язання OPEC + на 99 %.

### Природний газ
Розвідані запаси природного газу в Казахстані становлять 85 трильйонів фут3 (2013). Більшість запасів природного газу розташовані на заході Казахстану і зосереджені на чотирьох родовищах — Карачанганак (46 %), Тенгіз (12 %), Імашевське (7 %) та Кашаган (12 %). У період між 2000—2012 роками видобуток природного газу зріс у чотири рази до 40,1 млрд куб. Однак лише 53 відсотки цього газу були комерційними; решта була повторно закачана на родовища нафти для збільшення видобутку.
Видобутку газу в Казахстані достатньо для задоволення внутрішнього попиту в 10,5 млрд м3 (2012). Однак через обмежену внутрішню мережу газопроводів, яка не зв'язує всі виробничі центри (захід) із центрами попиту (південь, схід, північ), країні потрібно імпортувати газ з Узбекистану для задоволення попиту на півдні країни та з Росії для задоволення попиту на півночі та сході. У 2012 році країна експортувала до Китаю 8,8 млрд кубометрів газу по трубопроводу Центральна Азія — Китай. Казахстан є основною транзитною країною для експорту газу з Туркменістану та Узбекистану, призначеного для Росії та Китаю. У 2012 р. кількість транзиту газу через Казахстан становила 96,5 млрд м3.

### Вугілля
Казахстан знаходиться на найбільших видобувних запасах вугілля в Центральній Азії. При 33,6 млрд тонн запаси становлять 3,8 % загальних світових запасів. (2013). У 2013 році країна виробила 58,4 млн тонн. Видобуток вугілля становить 70 % того, що було за часів Радянського Союзу. Найбільший виробник вугілля — «Богатирський вугілля», який експлуатує найбільшу у світі відкриту шахту вугілля 4,5 млрд. Тонн в Екібастузі на північному сході Казахстану. У 2012 році «Богатирське вугілля» видобуло 46 мільйонів тонн вугілля.
Більшість вугілля, 75 %, використовується для внутрішнього споживання, зокрема для виробництва електроенергії. Найбільшими імпортерами казахстанської нафти є сусідні південь Росії та Україна.
| 2005 | 79  | 15 |
| 2008 | 108 | 27 |
| 2009 | 101 | 22 |
| 2011 | 117 | 34 |

Основною проблемою вугільних шахт Казахстану є безпека, запобігання та контроль вибухів шахт.
У 2009 р. Казахстан був 8-м провідним виробником вугілля : 96 млн т кам'яного вугілля та 5 млн т бурого вугілля. 22 млн т кам'яного вугілля було експортовано (2009). У 2009 р. Казахстан був 8-м світовим експортером вугілля. Найбільшими чистими експортерами кам'яного вугілля у 2009 році були (Mt):
- Австралія — 262
- Індонезія — 230
- Росія — 93
- Колумбія — 69
- Південна Африка — 67
- США — 33
- В'єтнам — 25
- Казахстан — 22
- Канада — 20
- Чехія — 4[19].

Вугілля Казахстану має низьку енергетичну цінність 0,444 т / т / т, порівняно, наприклад, у цьому відношенні з вугіллям Австралії 0,689 т / т.
Якщо припустити, що як кам'яне вугілля 96 Мт, так і буре вугілля 6 Мт, що мають приблизно однакову енергетичну цінність: видобуток вугілля склав би близько 101 Мт × 0,444 т / т × 11,630 ТВт·год/т = 521 ТВт·год у 2009 році та експорт 0,22 × 0,444 т / Mt* 11,630 ТВт·год / носок = 114 ТВт·год.

## Електрика
У 2013 році країна виробила 93,76 млрд кВт·год — 70 млрд кВт·год (81 %) з вугілля, 8 — з газу та 8 — з гідро. У країні 71 електростанція, у тому числі 5 гідроелектростанцій, розташованих на річці Іртиш, що означає загальну встановлену генеруючу потужність 19,6 ГВт. 75 % виробленої електроенергії споживає промисловість, 11 % домогосподарства, 2 % транспорт.
Найбільша сонячна електростанція в Казахстані ТОО «Бурбоє Солар-1» була введена в експлуатацію в липні 2015 року. Відтоді протягом року експлуатації сонячна електростанція виробляла понад 38,4 млн кВт·год. Окрім «Бурбоє Солар-1», Жамбильська область реалізує 9 проєктів альтернативних джерел енергії.